# UTP6
UTP6‏ (UTP6, small subunit processome component) هوَ بروتين يُشَفر بواسطة جين UTP6 في الإنسان.